# OK Ekonomisk förening
OK Ekonomisk förening är ett svenskt kooperativ konsumentförening ansluten till Oljekonsumenternas förbund. OK Ekonomisk förening är Oljekonsumenternas förbunds största konsumentförening med 710 000 medlemmar och bildades 1945. 
OK Ekonomisk förening driver sedan 1999 sina bensinstationer tillsammans med Kuwait Petroleum International (Q8) i ett hälftenägt bensinbolag OKQ8.

## Ordföranden
- Ines Uusmann, 2003 – 2017[3]
- Jimmy Jansson, 2017 – [4]